# Konoe Hidemaro

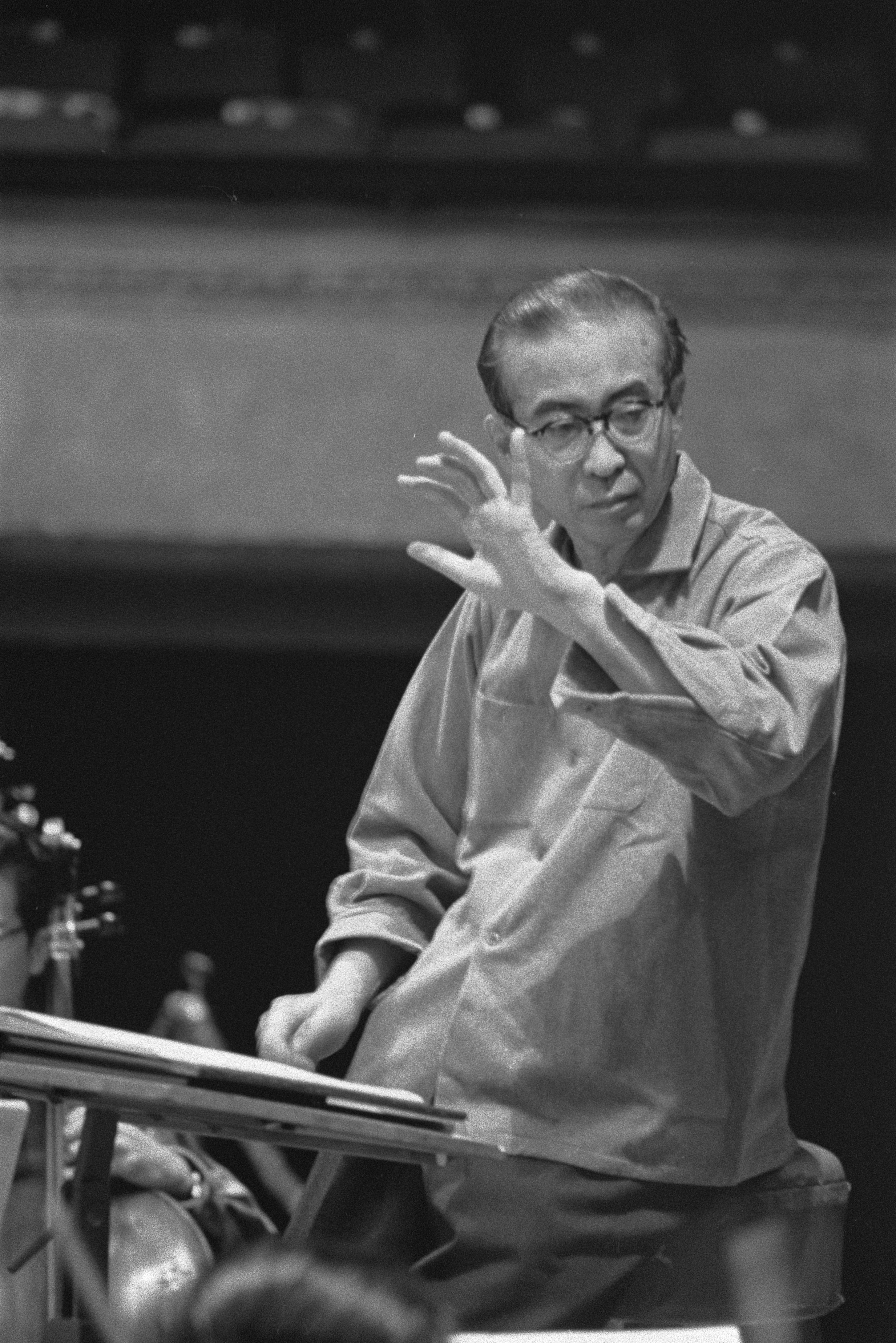
Konoe Hidemaro (1960)

Konoe Hidemaro (jap. 近衛 秀麿; * 18. November 1898 in Tokio; † 4. September 1973 ebenda), veraltet: Konoye Hidemaro, war ein japanischer Dirigent symphonischer Orchester, der auch als Komponist klassischer Musik reüssierte.

## Lebensweg
Konoe Hidemaro war der zweitgeborene Sohn von Konoe Atsumaro (1863–1904), des Familienvorstands der bedeutenden Adelsfamilie der Konoe. Aufgrund dessen hatte er den Rang eines Grafen inne. Sein älterer Halbbruder Fumimaro wurde später Premierminister Japans.
Mit seiner Frau Yasuko (geb. Mori) hatte er vier Kinder, die Töchter Yuri (* 1924) und Mauri (* 1927) sowie zwei Söhne Hidetake (* 1931) und Takeshi'(* 1936). Sie wohnten in den 1930er Jahren im Yodobashi-ku (heute Shinjuku) von Tokio.
Nachdem er die Adeligenschule (学習院, gakushūin) besucht hatte, immatrikulierte er sich an der literarischen Fakultät der Kaiserlichen Universität Tokio, die er ohne Abschluss verließ. Privat studierte er bei Yamada Kōsaku Musiktheorie und Komposition. Er begab sich 1922–25 nach Deutschland, wo er unter Georg Schumann Musik studierte. Weiterhin war er Assistent bei Erich Kleiber.
Nach seiner Rückkehr war er Mitbegründer des „Neuen Symphonie Orchesters“ (新交響楽団, Shin Kōkyō Gakudan), des heutigen NHK Symphonieorchesters, dessen Leitung er bis 1935 übernahm. 1930 unternahm er eine Europatournee und war auch bis 1945 mehrmals als Gastdirigent in Deutschland.
Im Jahre 1932 erhielt er den ihm aufgrund seiner adligen Geburt zustehenden Sitz im Herrenhaus (Kizokuin). Er gab dieses Mandat nach wenigen Jahren auf, um sich der Musik widmen zu können.
Konoe Hidemaro komponierte mehrere Symphonien sowie eine Thronbesteigungskantate (1928). Bekannt ist er hauptsächlich für seine Orchesterbearbeitung des Variationswerkes Etenraku (original für das traditionelle japanische Hoforchester), basierend auf der Transnotation seines Bruders Naomaro.
Kurz nach Kriegsende begründete er das „Toho Symphonie Orchester“ und das „Konoe-Institut für Musikforschung.“ Später in seinem Leben wurde ihm die Ausbildung junger Musiker eine Herzensangelegenheit.
In den 1950er Jahren hatte er einige Auftritte als Gastdirigent in New York und Philadelphia.